# Максимов, Евгений Владимирович
Евгений Владимирович Максимов (укр. Євген Володимирович Максимов) (28 января 1921, Киев, Украинская ССР — 2 августа 2008, Киев, Украина) — советский и украинский историк и археолог, публицист, доктор исторических наук, профессор.

## Биография
Закончил семилетку в школе № 52 г. Киева. Проучился после школы в ремесленном училище по специальности токарь. Некоторое время работал на кораблестроительном заводе и одновременно получал среднее образование в вечерней школе. В 1949 г. окончил обучение на историческом факультете Киевского университета им. Т. Г. Шевченка. За время студенчества участвовал в Ольвийской экспедиции под руководством Л. М. Славина.
После завершения обучения в университете, Л. М. Славин пригласил его на работу в Институт археологии АН УССР (в отделение археологии ранних славян), где проработал с 1949 по 1998 г. В 1968 г. защитил кандидатскую, а в 1983 г. докторскую диссертации. Стал в 1991 г. Лауреатом Государственной премии Украины в области науки и техники вместе с коллективом (В. Д. Бараном, Р. В. Терпиловским, О. М. Приходнюком и др.) за монографию «Славяне Юго-Восточной Европы в предгосударственный период» (издание 1990 г.).
Научными интересами первоначально было изучение античных памятников Северного Причерноморья, в частности, Ольвии. Затем стал заниматься исследованием этногенеза славянских народов, истории и археологии ранних славян.

## Редакторская деятельность
В 50-60-е гг. работал редактором украинских научных изданий, в частности, сборников «Археология», «Археологические памятники УССР», «Краткие сообщения Института археологии АН УССР». В 70-80-е гг. был заместителем ответственного редактора украинского журнала «Археология».

## Научные работы

### Монографии
- Максимов Е. В. Зарубинецкая культура на территории УССР. — К.: Наукова думка, 1982. — 183 с.
- Максимов Е. В. Среднее Поднепровье на рубеже нашей эры. — К., 1972.
- Максимов Є. В., Петрошенко В. О. Трахтемирів: Подорож у давнину. — К., 2000. — 102 с.

### Статьи
- Максимов Е. В. Зарубинецкая культура // Славяне и их соседи в конце І тысячелетия до н. э. — первой половине І тысячелетия н. э. — М., 1993.
- Максимов Е. В. К вопросу о зарубинецких городищах на Среднем Поднепровье // Скифский мир. — К., 1975.
- Максимов Е. В. Миграции в жизни древних славян // Славяне и русь (в зарубежной историографии). — К., 1990. — С. 5—11.
- Максимов Е. В. Новые зарубинецкие памятники в Среднем Поднепровье. // Материалы и исследования по археологи. — М., 1969. — Т. 160.
- Максимов Е. В., Петрашенко В. А. Раскопки поселения Монастырёк // Археологические открытия 1980 года. — М., 1981. — С. 276—277.
- Максимов Е. В., Петрашенко В. А. Славянские памятники у с. Монастырёк на Среднем Днепре. — К., 1988.
- Максимов Є. B. Взаємовідносини зарубинецьких та степових племен Подніпров’я // Археологія. — К., 1978. — Вип. 28.
- Максимов Є. В. Актуальні питання вивчення зарубинецької культури // Археологія. — 1991. — № 4.
- Максимов Є. В. Взаємовідносини зарубинецьких та степових племен Подніпров’я // Археологія. — К., 1978. — Вип. 28. — С. 45—55.
- Максимов Є. В. Етногенез слов’ян у світлі археологічних джерел України III—І тис. до н. е. // Археологія. — 1994. — № 4.
- Максимов Є. В. Етногенез слов’ян у світлі пам’яток пізньозарубинецької доби // Історія Русі-України. — К.: Інститут археології НАН України, 1998. — С. 26—33.
- Максимов Є. В. Етнокультурна ситуація на Україні в І тис. н. е. (за археологічними матеріалами) // Проблеми походження та історичного розвитку слов’ян. — К.-Львів, 1997. — С. 26—35.
- Максимов Є. В. Європейські впливи у зарубинецькій культурі // Археологія. — 1999. — № 4. — С. 41—48.
- Максимов Є. В. З приводу відсутності давніх іранських гідронімів на території Правобережної України // Археологія. — 1998. — № 2. — С. 46—53.
- Максимов Є. В. Зарубинецька доба в історії східних слов’ян // Старожитності Русі-України. — К., 1994. — С. 48—55.
- Максимов Є. В. Зарубинецьке городище Пилипенкова гора // Археологія. — К., 1971. — Вип. 4.
- Максимов Є. В. Землеробство і скотарство на Середньому Придніпров'ї на рубежі нової ери // Український історичний журнал. — 1969 — № 8. — С. 96—102.
- Максимов Є. В. Про особливості пам’яток пізнього періоду зарубинецької культури // Проблеми історії та археології давнього населення Української РСР. — К., 1989. — С. 135—136.
- Максимов Є. В. Про перебування кельтів в Украïнi // Етнокультурнi процесi в Південно-Східній Європi в I тисячоліттi н. э. — К.-Львів, 1999. — С. 143—150.
- Максимов Є. В. Стародавні східні слов’яни // Книга для читання з історії УРСР з найдавніших часів до кінця 50-х років XIX ст. — К., 1970.
- Максимов Є. В. Трахтемірський Зарубський монастир // Праці центру пам’яткознавства. — К.: Центр пам’яткознавства НАН України, 2003. — Вип. 5. — С. 212—222.
- Максимов Є. В., Максимов С. Є. Літописне місто Заруб за даними археології, історії та лінгвістики // Археологія. — 1989. — № 1.
- Максимов Є. В., Орлов Р. С. Могильник Х ст. на горі Юрковиці у Києві // Археол. — 1982. — № 41. — С. 63—72.
- Максимов Є. В., Петрашенко В. О. Городище Монастирьок VIII—XIII ст. на Середньому Дніпрi // Археологія. — К., 1980. — Вип. 33. — С. 3—20.
- Максимов Є. В., Ригін О. С. Трахтемирівський Зарубський монастир // ПЦП. — 2003. — Т. 5. — С. 212—224.